# Тузлов Михайло Іванович
Миха́йло Іва́нович Тузлов (9 лютого 1925, село Кірсова, тепер Гагаузія, Молдова — 9 серпня 1989) — молдавський радянський діяч, міністр заготівель Молдавської РСР, міністр хлібопродуктів Молдавської РСР, 1-й секретар Комратського та Сороцького райкомів КП Молдавії. Кандидат у члени ЦК КП Молдавії в 1960—1966 роках. Член ЦК КП Молдавії в 1966—1989 роках. Депутат Верховної Ради Молдавської РСР 5-го та 7—11-го скликань. Герой Соціалістичної Праці (8.04.1971).

## Біографія
Народився в селянській родині. З дитячих років наймитував. Після початку німецько-радянської війни евакуйований до Молотовського району Ставропольського краю.
З грудня 1942 до квітня 1943 року служив у Червоній армії, був рядовим 80-го запасного стрілецького полку Сибірського військового округу.
У квітні 1943—1945 роках працював робітником та бригадиром Челябінського металургійного комбінату. У 1945 році повернувся до Молдавської РСР.
З 1946 до 1947 року — завідувач клубу села Кірсова; голова виконавчого комітету Кірсовської сільської ради Комратського району.
У 1947—1949 роках — секретар, 1-й секретар Комратського районного комітету ЛКСМ Молдавії.
Член ВКП(б) з 1948 року.
У 1949—1951 роках — слухач Республіканської партійної школи при ЦК КП(б) Молдавії в Кишиневі.
У 1951—1954 роках — 1-й секретар Комратського районного комітету ЛКСМ Молдавії; голова Комратської районної планової комісії.
У 1954—1957 роках — голова колгоспу імені Сталіна села Кірсова Комратського району.
У 1957 році — заступник голови виконавчого комітету Комратської районної ради депутатів трудящих.
У 1957 (за деякими даними, липні 1958) — 1961 роках — голова виконавчого комітету Комратської районної ради депутатів трудящих.
У 1961—1964 роках — голова колгоспу «Маяк» села Кірсова Комратського району.
У грудні 1964—1972 роках — 1-й секретар Комратського районного комітету КП Молдавії.
У 1972—1977 роках — 1-й секретар Сороцького районного комітету КП Молдавії.
Закінчив Вищу партійну школу при ЦК КПРС.
14 січня 1977 — 12 грудня 1985 року — міністр заготівель Молдавської РСР.
12 грудня 1985 — 2 листопада 1988 року — міністр хлібопродуктів Молдавської РСР.
З листопада 1988 року — персональний пенсіонер. Помер 9 серпня 1989 року.

## Нагороди
- Герой Соціалістичної Праці (8.04.1971)
- два ордени Леніна (22.03.1966, 8.04.1971)
- орден Жовтневої Революції (8.12.1973)
- два ордени Трудового Червоного Прапора (15.02.1957, 25.12.1976)
- медаль «За трудову доблесть» (11.10.1949)
- медалі
- три Почесні грамоти Президії Верховної Ради Молдавської РСР (1968, 1972, 1975)